# 364
364 је била преступна година.

## Догађаји
- Британија је принуђена да трпи жестоке нападе варвара.
- Сабор у Лаодикији доноси каноне о неким дисциплинским питањима цркве и покушава да успостави библијски канон, али не успева.
- Теона Александријски, грчки математичар, посматра помрачење Сунца (16. јуна) и помрачење Месеца (25. новембра). Он је познат по својој верзији Еуклидових елемената и својим коментарима на Птолемејев Алмагест.

### Фебруар
- 17. фебруар – Цар Јовијан умире после осам месеци владавине. Пронађен је мртав у свом шатору у Тијани (Мала Азија) на путу назад за Константинопољ, под сумњивим околностима.
- 26. фебруар — Валентинијана I проглашавају за цара официри римске војске у Никеји у Битинији. У говору се обраћа војницима (који прете побуном). Он оснива династију Валентинијанова и влада западним делом Римског царства, од Каледоније (Шкотска) до границе на Рајни, обезбеђујући му неколико година релативне безбедности. Настанио се у Паризу и основао милицију за одбрану региона.

### Март
- 28. март — Валенс, брат Валентинијана, постављен је за ко-цара (Август) у палати Хебдомон (Турска). Он влада источним делом Римског царства, од Дунава до персијске границе, и почиње први антипагански прогон.